# Hội Phổi Việt Nam
Hội Phổi Việt Nam (tiếng Anh: Vietnam Lung Association, viết tắt: VILA) là một tổ chức xã hội, nghề nghiệp tự nguyện dành cho các công dân, tổ chức Việt Nam hoạt động hoặc có quan tâm đến lĩnh phực phổi hoặc các bệnh về phổi tại Việt Nam.

## Lịch sử
Hội Phổi Việt Nam là một thành viên của Tổng hội Y học Việt Nam, được thành lập từ ngày 6 tháng 3 năm 1961 với tên gọi Hội Chống Lao Việt Nam do bác sĩ Phạm Ngọc Thạch chịu trách nhiệm chỉ đạo sau quyết định số 66/NV của Bộ Nội vụ nước Việt Nam Dân chủ Cộng hòa. Từ khi thành lập, Hội Phổi Việt Nam được xem là trợ thủ đắc lực của Bệnh viện Phổi Trung ương trong việc nghiên cứu, điều trị các bệnh về phổi, đặc biệt là lao.
Khi Việt Nam là một trong 22 nước có số bệnh nhân lao cao nhất thế giới, nhiều thế hệ y bác sĩ của Hội đã phát triển và duy trì Chương trình Chống Lao cho đến nay. Hội đã xuất bản nhiều tập sách hướng dẫn bệnh nhân phát hiện và chăm sóc bệnh. Các kỹ thuật chẩn đoán cũng được các thành viên hội đưa vào những bài thuyết giảng trước công chúng. Từ giai đoạn đầu thành lập, các hội nghị về bệnh lao đã được Hội tổ chức thường niên để tập hợp tất cả các dự án nghiên cứu đã được thực hiện trong lĩnh vực lao. Chương trình Chống lao và Hội Chống lao Việt Nam đã góp phần rất lớn vào việc giảm mức độ lan rộng của bệnh lao ở Việt Nam.
Năm 1986, hội đổi tên thành Hội Chống lao và bệnh phổi Việt Nam. Ngày 19 tháng 5 năm 2008, hội được đổi tên thành Hội Lao và Bệnh Phổi Việt Nam theo quyết định số 602/QĐ-BNV của Bộ Nội vụ. Theo nghị quyết tại Hội nghị Trung ương lần thứ 6 họp vào tháng 10 năm 2017, Ban Chấp hành Trung ương Đảng Cộng sản Việt Nam khóa XII đã chỉ rõ cần tập trung chấm dứt cơ bản bệnh lao ở Việt Nam vào năm 2030. Theo đó, việc huy động mọi nguồn lực xã hội và nghề nghiệp cho mục tiêu này là điều cần thiết. Đến ngày 25 tháng 1 năm 2019, hội chính thức mang tên Hội Phổi Việt Nam sau khi quyết định số 81/QĐ-BNV được ban hành. Ngày 11 thán 12 năm 2021, Hội nghị Khoa học bệnh phổi Toàn quốc lần thứ 8 được khai mạc, đồng thời Hội Phổi Việt Nam cũng tổ chức lễ kỷ niệm 60 năm thành lập hội. Tại buổi lễ, hội đã nhận được Bằng khen của Thủ tướng Chính phủ.
Tính đến nay, ngoài trụ sở đặt tại đường Hoàng Hoa Thám, quận Ba Đình, Hà Nội, Hội còn có các văn phòn đại diện tại một số tỉnh thành khác như Hải Phòng, Thành phố Hồ Chí Minh, Cần Thơ.

## Hoạt động
Ngày 20 tháng 12 năm 2010, Hội Lao và Bệnh phổi Việt Nam đã tổ chức lễ ra mắt Tạp chí Lao và bệnh Phổi tại Bệnh viện Phổi Trung ương. Các số tạp chí sẽ bao gồm các bài nghiên cứu về chuyên ngành lao và bệnh phổi, là diễn đàn trao đổi của các nhà khoa học và các bác sĩ chuyên khoa lao phổi.
Ngày 10 tháng 4 năm 2013, Hội Lao và Bệnh phổi Việt Nam đã tổ chức khai mạc Hội nghị Lao và Bệnh phổi khu vực Châu Á–Thái Bình Dương lần thứ 4 và Hội nghị khoa học Bệnh phổi toàn quốc lần thứ 5. Hội nghị với chủ đề "Tối ưu hoá tiếp cận để áp dụng tốt các công nghệ mới trong chăm sóc sức khoẻ phổi" đã có sự tham dự của gần 1000 người bao gồm các nhà khoa học hàng đầu Việt Nam và khu vực. Trong 4 ngày hội nghị diễn ra, đã có gần 250 bài báo cáo khoa học được trình bày chủ yếu tập trung vào các chủ đề bệnh lao, ung thư phổi, hen suyễn, viêm phổi, thuốc lá và cai nghiện thuốc lá.
Tháng 9 năm 2017, AstraZeneca – Tập đoàn dược và dược phẩm sinh học đa quốc gia (Anh – Thụy Điển) – đã phối hợp với Cục Quản lý Khám chữa bệnh, Hội Hô hấp Việt Nam và Hội Lao và Bệnh phổi Việt Nam tổ chức công bố chương trình Vì lá phổi khỏe từ năm 2017 đến 2020. Tháng 11 năm 2018, phối hợp cùng với Hội Phổi Pháp Việt và Hội Hô hấp thành phố Hồ Chí Minh, Hội Lao và Bệnh phổi Việt Nam đã tổ chức hội nghị Hô hấp Pháp Việt 2018 với chủ đề "Thực hành tốt bệnh phổi để chấm dứt bệnh lao". Cũng tại hội nghị này, việc Hội Lao và Bệnh phổi Việt Nam sẽ được đổi tên thành Hội Phổi Việt Nam cũng được công bố.
Từ năm 2020, Đại dịch COVID-19 tại Việt Nam bùng nổ. Hội đã có nhiều đóng góp quan trọng trong giai đoạn Việt Nam phải chống chọi với cơn đại dịch gây tác hại nặng nề cho phổi của bệnh nhân, trong đó có việc đưa ra và cải tiến mô hình sàng lọc 3 bước để bảo vệ các cơ sở y tế.

### Hội nghị khoa học Bệnh phổi toàn quốc
Từ năm 2005, hai năm một lần, Hội Phổi Việt Nam thường cùng Bệnh viện Phổi Trung ương chịu trách nhiệm tổ chức các Hội nghị khoa học Bệnh phổi toàn quốc, đi kèm đó là các hội thảo chuyên đề cũng như chương trình đào tạo y khoa liên tục.
| Lần | Năm  | Thời gian diễn ra      | Địa điểm              | Chủ đề                                                                            | Nguồn         |
| --- | ---- | ---------------------- | --------------------- | --------------------------------------------------------------------------------- | ------------- |
| 1   | 2005 |                        |                       |                                                                                   |               |
| 2   | 2007 | Tháng 11               | Hà Nội                |                                                                                   |               |
| 3   | 2009 | 26 tháng 11            | Thành phố Hồ Chí Minh |                                                                                   | [ 17 ] [ 18 ] |
| 4   | 2011 | 10 tháng 11            | Hà Nội                |                                                                                   | [ 19 ] [ 20 ] |
| 5   | 2013 | 10–13 tháng 4          | Hà Nội                | Tối ưu hoá tiếp cận để áp dụng tốt các công nghệ mới trong chăm sóc sức khoẻ phổi | [ 21 ]        |
| 6   | 2015 | 21–22 tháng 8          | Đà Nẵng               | Kiểm soát tốt các bệnh hô hấp từ bệnh viện đến cộng đồng                          | [ 22 ] [ 23 ] |
| 7   | 2017 | 30 tháng 6 – 1 tháng 7 | Hà Nội                | Quản lý tốt bệnh phổi để chấm dứt bệnh lao                                        | [ 24 ]        |
| 8   | 2021 | 10–12 tháng 12         | Hà Nội                | 60 năm Hội Phổi Việt Nam vì sức khoẻ phổi người Việt                              | [ 9 ] [ 25 ]  |
| 9   | 2023 | 20–22 tháng 10         | Đà Nẵng               | VILA vì sức khỏe phổi người Việt                                                  | [ 26 ]        |

## Lãnh đạo qua các thời kỳ

### Chủ tịch
| Danh hiệu           | Tên               | Nhiệm kỳ | Nhiệm kỳ | Học hàm, học vị      | Chức vụ                                       | Chú   | TK     |
| Danh hiệu           | Tên               | Bắt đầu  | Kết thúc | Học hàm, học vị      | Chức vụ                                       | Chú   | TK     |
| ------------------- | ----------------- | -------- | -------- | -------------------- | --------------------------------------------- | ----- | ------ |
|                     | Phạm Ngọc Thạch   | 1961     | 1968     | Giáo sư, Tiến sĩ     | Bộ trưởng Bộ Y tế, Viện trưởng Viện Chống lao |       | [ 27 ] |
| Nhà giáo Nhân dân   | Phạm Khắc Quảng   | 1968     | 1980     | Giáo sư              | Viện trưởng Viện Chống lao                    |       | [ 28 ] |
|                     | Nguyễn Đình Hường | 1980     | 1995     | Giáo sư, Tiến sĩ     | Viện trưởng Viện Lao và bệnh phổi             |       | [ 29 ] |
| Thầy thuốc Nhân dân | Nguyễn Việt Cồ    | 1995     | 2003     | Giáo sư, Tiến sĩ     | Viện trưởng Viện Lao và bệnh phổi             |       | [ 30 ] |
| Thầy thuốc Nhân dân | Đinh Ngọc Sỹ      | 2003     | 2017     | Phó Giáo sư, Tiến sĩ | Giám đốc Bệnh viện Phổi Trung ương            | [ a ] | [ 31 ] |
| Thầy thuốc Nhân dân | Nguyễn Viết Nhung | 2017     | nay      | Phó Giáo sư, Tiến sĩ | Giám đốc Bệnh viện Phổi Trung ương            | [ b ] | [ 32 ] |

### Phó chủ tịch
| Danh hiệu           | Tên               | Nhiệm kỳ | Nhiệm kỳ | Học hàm, học vị             | Chức vụ                                                      | Chú   | TK     |
| Danh hiệu           | Tên               | Bắt đầu  | Kết thúc | Học hàm, học vị             | Chức vụ                                                      | Chú   | TK     |
| ------------------- | ----------------- | -------- | -------- | --------------------------- | ------------------------------------------------------------ | ----- | ------ |
|                     | Nguyễn Huy Dũng   | 2007     | 2017     | Tiến sĩ                     | Giám đốc Bệnh viện Phạm Ngọc Thạch                           | [ c ] | [ 33 ] |
|                     | Lưu Thị Liên      | 2007     | 2017     | Tiến sĩ                     | Phó Giám đốc Sở Y tế Hà Nội                                  |       |        |
|                     | Nguyễn Văn Thành  | 2007     | nay      | Tiến sĩ                     | Trưởng khoa Nội Hô Hấp, Bệnh viện Đa khoa Trung ương Cần Thơ |       | [ 34 ] |
|                     | Phạm Tiến Thịnh   | 2007     | nay      | Thạc sĩ                     | Trưởng khoa Kế hoạch tổng hợp, Bệnh viện Phổi Trung ương     |       |        |
|                     | Trần Văn Ngọc     | 2007     | nay      | Phó Giáo sư, Tiến sĩ        | Trưởng Khoa Hô hấp, Bệnh viện Chợ Rẫy                        |       | [ 34 ] |
| Thầy thuốc Nhân dân | Nguyễn Viết Nhung | 2012     | 2017     | Phó Giáo sư, Tiến sĩ        | Phó giám đốc, Giám đốc Bệnh viện Phổi Trung ương             |       |        |
| Nhà giáo Nhân dân   | Trần Quang Phục   | 2017     | 2022     | Phó Giáo sư, Tiến sĩ        | Phó hiệu trưởng Trường Đại học Y Dược Hải Phòng              |       |        |
| Thầy thuốc ưu tú    | Đỗ Quyết          | 2017     | 2022     | Giáo sư, Tiến sĩ            | Giám đốc Học viện Quân y                                     | [ d ] |        |
|                     | Nguyễn Đình Duy   | 2017     | 2022     | Bác sĩ chuyên khoa 2        |                                                              |       |        |
|                     | Nguyễn Thanh Hồi  | 2022     | nay      | Phó Giáo sư, Tiến sĩ        | Giám đốc Bệnh viện Đa khoa Quốc tế Hải Phòng                 |       |        |
|                     | Lê Thành Phúc     | 2022     | nay      | Thạc sĩ                     |                                                              |       |        |
|                     | Đinh Văn Lượng    | 2022     | nay      | Tiến sĩ, Bác sĩ chuyên khoa |                                                              |       |        |
|                     | Nguyễn Đình Tiến  | 2022     | nay      | Phó Giáo sư, Tiến sĩ        |                                                              |       |        |

### Chánh văn phòng
| Danh hiệu        | Tên             | Nhiệm kỳ | Nhiệm kỳ | Học hàm, học vị      | Nguồn |
| Danh hiệu        | Tên             | Bắt đầu  | Kết thúc | Học hàm, học vị      | Nguồn |
| ---------------- | --------------- | -------- | -------- | -------------------- | ----- |
| Thầy thuốc ưu tú | Vũ Xuân Phú     | 2003     | 2017     | Phó Giáo sư, Tiến sĩ |       |
|                  | Hoàng Thanh Vân | 2017     | nay      | Tiến sĩ              |       |

### Tổng thư ký
| Tên              | Nhiệm kỳ | Nhiệm kỳ | Học hàm, học vị | Nguồn |
| Tên              | Bắt đầu  | Kết thúc | Học hàm, học vị | Nguồn |
| ---------------- | -------- | -------- | --------------- | ----- |
| Hoàng Thanh Vân  | 2017     | 2022     | Tiến sĩ         |       |
| Nguyễn Kim Cương | 2022     | nay      | Tiến sĩ         |       |